# وادي عبان الاعلا (مذيخرة)

تعديل مصدري - تعديل

وادي عبان الاعلا محلة تابعة لقرية العقرمي، التابعة لعزلة الاشعوب بمديرية مذيخرة إحدى مديريات محافظة إب في الجمهورية اليمنية، بلغ تعداد سكانها 252 حسب تعداد اليمن لعام 2004.